# Чемпионат Российской империи по футболу 1913

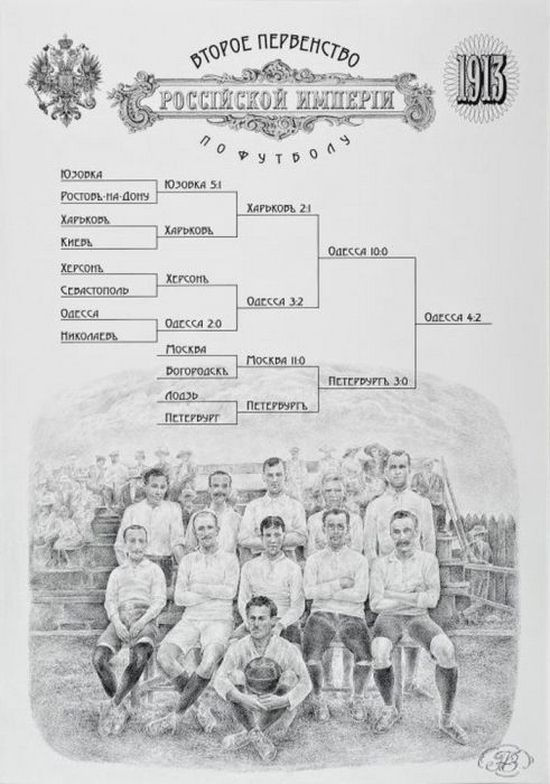
Чемпионат Российской империи по футболу 1913 года

Чемпиона́т Росси́йской импе́рии по футбо́лу 1913 го́да — второй в истории чемпионат России по футболу, проведённый в период с 15 августа по 20 октября 1913 года под эгидой Всероссийского футбольного союза. В соревнованиях участвовали сборные городов.

## Предыстория
Первый чемпионат Российской империи, вынужденно проведённый в сокращённом формате, выиграла сборная Санкт-Петербурга. Прочие команды, в первую очередь, сборная Москвы (финалист 1912 года) рассчитывали на реванш. С целью усиления сборная Москвы решила воспользоваться услугами иностранного тренера, англичанина Гаскелла, который по совместительству работал с клубом «Унион».

## Схема турнира
Турнир должен был состоять из нескольких стадий. Сначала должны были разыгрываться «Чемпионат Севера» и «Чемпионат Юга», для участия в которых заявились сборные Москвы, Богородска, Санкт-Петербурга, Лодзи и сборные Юзовки, Ростова-на-Дону, Харькова, Киева, Херсона, Севастополя, Одессы, Николаева соответственно. Победители региональных турниров должны были встретиться в финале чемпионата.
Решением Всероссийского футбольного союза было введено ограничение: максимальное количество иностранных футболистов на поле в составе одной команды не должно превышать трёх. При этом иностранцами не считались подданные других государств, которые постоянно проживали и работали в России не менее двух лет. Именно поэтому протест Санкт-Петербурга на результат финального матча со сборной Одессы, касавшийся пункта об иностранцах, не был удовлетворён: документально засвидетельствовано, что иностранцами, по положению ВФС, могли считаться только Гаттон и Карр, потому что Вильям Джекобс (сын председателя Одесской футбольной лиги Э.В. Джекобса) проживал в Одессе как минимум с 1897 года, когда состоялась первая Всероссийская перепись населения, а Губерт Тауненд — два года, поэтому и принял участие лишь в финальной игре, когда истёк срок его иностранного статуса, установленного регламентом ВФС. Главной же причиной аннулирования официального статуса поединка Одесса — Санкт-Петербург послужила полуфинальная игра одесситов с харьковчанами, потребовавших отмены официального статуса этой встречи. ВФС удовлетворил это требование задним числом, что автоматически лишило октябрьский всероссийский финал юридической силы.

## Результаты

#### Сетка
|  | Четвертьфинал группы | Четвертьфинал группы | Четвертьфинал группы |  |  | Полуфиналы групп | Полуфиналы групп | Полуфиналы групп |   |         | Финалы групп | Финалы групп | Финалы групп |  |  | Финал чемпионата | Финал чемпионата | Финал чемпионата |
|  |                      |                      |                      |  |  |                  |                  |                  |   |         |              |              |              |  |  |                  |                  |                  |
|  | Юзовка               | Юзовка               | 5                    |  |  |                  |                  |                  |   |         |              |              |              |  |  |                  |                  |                  |
|  | Ростов-на-Дону       | Ростов-на-Дону       | 1                    |  |  | Юзовка           | Юзовка           | 1                |   |         |              |              |              |  |  |                  |                  |                  |
|  | Харьков              | Харьков              | -                    |  |  | Харьков          | Харьков          | 2                |   |         |              |              |              |  |  |                  |                  |                  |
|  | Киев                 | Киев                 | -                    |  |  |                  |                  |                  |   | Харьков | Харьков      | 0            |              |  |  |                  |                  |                  |
|  | Херсон               | Херсон               | -                    |  |  |                  | Одесса           | Одесса           | 2 |         |              |              |              |  |  |                  |                  |                  |
|  | Севастополь          | Севастополь          | -                    |  |  | Херсон           | Херсон           | 0                |   |         |              |              |              |  |  |                  |                  |                  |
|  | Одесса               | Одесса               | 2                    |  |  | Одесса           | Одесса           | 10               |   |         |              |              |              |  |  |                  |                  |                  |
|  | Николаев             | Николаев             | 0                    |  |  |                  |                  |                  |   |         | Одесса       | Одесса       | 4            |  |  |                  |                  |                  |
|  |                      |                      |                      |  |  |                  | Санкт-Петербург  | Санкт-Петербург  | 2 |         |              |              |              |  |  |                  |                  |                  |
|  |                      |                      |                      |  |  | Москва           | Москва           | 11               |   |         |              |              |              |  |  |                  |                  |                  |
|  |                      |                      |                      |  |  | Богородск        | Богородск        | 0                |   |         |              |              |              |  |  |                  |                  |                  |
|  |                      |                      |                      |  |  |                  |                  |                  |   | Москва  | Москва       | 0            |              |  |  |                  |                  |                  |
|  |                      |                      |                      |  |  |                  | Санкт-Петербург  | Санкт-Петербург  | 3 |         |              |              |              |  |  |                  |                  |                  |
|  |                      |                      |                      |  |  | Лодзь            | Лодзь            | -                |   |         |              |              |              |  |  |                  |                  |                  |
|  |                      |                      |                      |  |  | Санкт-Петербург  | Санкт-Петербург  | -                |   |         |              |              |              |  |  |                  |                  |                  |
|  |                      |                      |                      |  |  |                  |                  |                  |   |         |              |              |              |  |  |                  |                  |                  |

### Северная группа

#### 1/2 финала
| Воскресенье, 15 августа (28 августа) 1913 | \| Богородск \| 0:10 (0:4) \| Москва \| | Стадион: Богородск Судья: Д.Бейнс (Москва) Зрителей: |
| Богородск: Монцырев, Гусев I, Загонов, Фёдоров, Юрханов, Усов, Гусев II, Цветков, Меликов, Колонин, Коломенский Москва: Мартынов, Воронцов, Коротков, Акимов, В. Чарнок, Воздвиженский, М. Смирнов, Фосс, Гришин, Житарев, Борисов |                                         |                                                      |
| Богородск | 0:10 (0:4)                              | Москва                                               |

Другой полуфинальный матч между сборными Лодзи и Санкт-Петербурга, намеченный на 16 сентября (по старому стилю), не состоялся. Столичная команда отказалась от поездки в Лодзь, не согласившись с предложением в размере 300 рублей на оплату дорожных расходов. Сборной Лодзи засчитано поражение.

#### Финал
| Воскресенье, 6 октября (19 октября) 1913 | \| Санкт-Петербург \| 3:0 (0:0, 3:0) (доп. время) \| Москва \| \| С. Филиппов 98′ (1:0) · В. Бутусов 112′ (2:0) · Детлов 116′ (3:0) \| Голы \| \| | Стадион: поле клуба «Спорт» на Крестовском острове, Санкт-Петербург Судья: Александр Шульц (Москва) Зрителей: 4 000 |
| Санкт-Петербург: Шаверин - Хухрин, Громов - Виберг, Н. Хромов, Лагунов - Егоров, Детлов, В. Бутусов, Монро, С. Филиппов Москва: Матрин, Воронцов, Эдж, Акимов, В. Чарнок, Воздвиженский, Денисов, Троицкий, Манин, Житарев, С. Романов | | |
| Санкт-Петербург | 3:0 (0:0, 3:0) (доп. время) | Москва |
| С. Филиппов 98′ (1:0) · В. Бутусов 112′ (2:0) · Детлов 116′ (3:0) | Голы | |

Чемпионом Севера стала сборная Санкт-Петербурга.

### Южная группа
Право проведения турнира в южной группе было делегировано Всероссийским футбольным союзом Харьковской футбольной лиге.

#### 1/4 финала
| Воскресенье, 28 июля (10 августа) 1913 | \| Юзовка \| 5:1 \| Ростов-на-Дону \| | Стадион: Юзовка Судья: Джон Генри Инзли (Юзовка) Зрителей: |
| Юзовка: Ростов-на-Дону:                |                                       |                                                            |
| Юзовка                                 | 5:1                                   | Ростов-на-Дону                                             |

Матч между сборными Харькова и Киева, намеченный на 15 августа (по старому стилю), не состоялся из-за неожиданного для Киева переноса даты матча. Сборной Киева засчитано поражение.
Матч между сборными Херсона и Севастополя, намеченный на 15 августа (по старому стилю), не состоялся. Сборной Севастополя засчитано поражение.
Матч между сборными Николаева и Одессы, намеченный на 18 августа (по старому стилю), не состоялся. Одесситы отказались ехать в Николаев из-за поведения местных болельщиков, имевших привычку во время игры швырять камни в игроков приезжих команд. Всероссийский футбольный союз принял к сведению протест одесситов и перенёс игру в Одессу. Однако николаевцы тоже отказались ехать в Одессу, не согласившись с этим переносом. В результате сборной Николаева было засчитано поражение, хотя историки ошибочно указывают как состоявшийся в августе майский товарищеский поединок того же года между этими сборными в Николаеве, где сборная Одессы победила со счётом 3:2. В том матче и имел место факт знаменитого артобстрела камнями.

#### 1/2 финала
| Воскресенье, 1 сентября (14 сентября) 1913                                                                                           | \| Харьков \| 4:0 \| Юзовка \| \| Г. Виннинг ? · Г. Виннинг ? · Г. Виннинг ? · Ретивов ? \| Голы \| \| | Стадион: Харьков Судья: Р. Гиллеспи (Харьков) Зрителей: 2 000 |
| Харьков: Биндлер, Винтер, Струсевич, Грабовский, Покровский, Эстов, Домбровский, В. Виннинг, Д. Виннинг, Г. Виннинг, Ретивов Юзовка: | |                                                               |
| Харьков | 4:0 | Юзовка                                                        |
| Г. Виннинг ? · Г. Виннинг ? · Г. Виннинг ? · Ретивов ?                                                                               | Голы                                                                                                   |                                                               |

| Воскресенье, 1 сентября (14 сентября) 1913 | \| Одесса \| 10:0 \| Херсон \| \| Прокопов ?, ?, ?, ?, ? · Джекобс ? · Злочевский ?, ? · Чорба ? · Гизер ? \| Голы \| \| | Стадион: площадка ОБАК, Одесса Судья: Джон Герд (Одесса) Зрителей: 1 000 |
| Одесса: Каждан, М. Мизерский, Гаттон, Поляковский, Гизер, Иванов, Блюм, В. Джекобс, Прокопов, Злочевский, Чорба Херсон: Шаевский, Кравченко, Демьяненко, Гайдученко, Боровский, Гальпер, Черток, Жоланзиевский, Зубович, Махлин, Пруневич | |                                                                          |
| Одесса | 10:0 | Херсон                                                                   |
| Прокопов ?, ?, ?, ?, ? · Джекобс ? · Злочевский ?, ? · Чорба ? · Гизер ? | Голы |                                                                          |

#### Финал
Изначально предполагалось, что финал Южной группы будет проведён в Харькове. По причине того, что представители команд не смогли договориться о сроках проведения матча, финал был перенесён в Одессу на день, назначенный Всероссийским футбольным союзом (ВФС).
В день матча выяснилось, что судья Московской футбольной лиги Иван Савостьянов не явился на игру. Команды договорились о том, что судить матч будет одесский судья Джон Герд, а игра будет носить товарищеский характер.
| Воскресенье, 13 октября (26 октября) 1913                                                                          | \| Одесса \| 2:0 (1:0) матч засчитан как товарищеский \| Харьков \| \| Злочевский 13′ (1:0) · Злочевский 65′ (2:0) \| Голы \| \| | Стадион: площадка ОБАК, Одесса Судья: Джон Герд (Одесса) Зрителей: 2 000 |
| Одесса: Каждан, Гаттон, Родионов, Карр, Гизер, Иванов, Витис, В. Джекобс, Богемский, Злочевский, Ю. Дыхно Харьков: | |                                                                          |
| Одесса | 2:0 (1:0) матч засчитан как товарищеский                                                                                         | Харьков                                                                  |
| Злочевский 13′ (1:0) · Злочевский 65′ (2:0)                                                                        | Голы |                                                                          |

Результат матча, несмотря на протесты сборной Харькова, был утверждён ВФС, и победителем чемпионата Юга была признана сборная Одессы.

### Финал чемпионата страны
| Воскресенье, 20 октября (2 ноября) 1913 | \| Одесса \| 4:2 (1:1) матч засчитан как товарищеский \| Санкт-Петербург \| \| В. Джекобс 29′ (1:0) · Тауненд 48′ (2:1) · Богемский 51′ (3:1) · В. Джекобс 68′ (пен.) (4:1) \| Голы \| (1:1) В. Бутусов 45′ · (4:2) В. Бутусов 80′ \| | Стадион: площадка ОБАК, Одесса Судья: Джон Белл (Москва) Зрителей: 5 000 |
| Одесса: Каждан, Гаттон, М. Мизерский, Иванов, Гизер, Карр, Ю. Дыхно, Злочевский, Богемский, В. Джекобс, Тауненд Санкт-Петербург: Шаверин - Хухрин, Громов - Уверский, Виберг, Н.Хромов - Егоров, Детлов, Бутусов, Киселёв, С.Филиппов | |                                                                          |
| Одесса | 4:2 (1:1) матч засчитан как товарищеский | Санкт-Петербург                                                          |
| В. Джекобс 29′ (1:0) · Тауненд 48′ (2:1) · Богемский 51′ (3:1) · В. Джекобс 68′ (пен.) (4:1) | Голы | (1:1) В. Бутусов 45′ · (4:2) В. Бутусов 80′                              |

По итогам встречи сборная Санкт-Петербурга подала протест, в котором требовала наказать одесскую команду за превышение лимита на иностранцев: по мнению представителей Петербурга, в составе сборной Одессы в финальном матче чемпионата страны принимали участие четыре легионера. Однако протест не был удовлетворён (см. выше).

## Итоги турнира
В ходе разбирательств, проводимых ВФС в связи с многочисленными нарушениями регламента, выявленными по ходу турнира, со стороны Одессы было представлено письмо, гласившее:
Петербургская футбольная лига основывает свой протест на правилах, которые для нас мифические. Харьков и Юзовка выставляли до шести иностранцев. Дело с первенством довольно туманное. Секретарь одесской лиги Джон Герд.
В результате расследования, ВФС аннулировал технический результат несостоявшегося матча Харьков — Киев, в котором Киеву было засчитано поражение за неявку на игру, а также отменил официальный статус у полуфинального поединка Харьков — Одесса и автоматически лишил официального статуса финал Одесса — Санкт-Петербург. Две последние встречи были засчитаны как товарищеские. А главным вердиктом ВФС стало решение считать чемпионат неразыгранным.

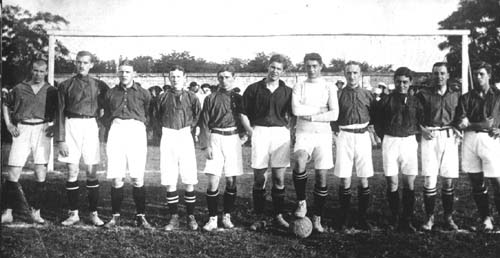
Сборная Одессы — непризнанный ВФС победитель чемпионата Российской империи 1913